# 原子小金剛 (電影)
《原子小金剛》（英語：Astro Boy）是一部於2009年製作，基於手塚治虫所作長篇漫畫《原子小金剛》的3D電腦動畫電影。它是由意馬國際發行的，和動畫《忍者龜：炫風再起》是同一個發行商。有關這個電影的計畫是在2006年9月發表的，由大衛·包爾斯（David Bowers）來擔任導演、瑪麗安·加爵（Maryann Garger）擔任監製。佛萊迪·海默爾在片中擔任了主角原子小金剛的配音，其它配音員則還包括了尼可拉斯·凱吉、唐納·蘇德蘭、基絲汀·貝爾、尤金·李維、奈森·連恩、比·乃爾以及馬修·盧卡斯等人。2008年12月28日至2009年1月8日間，北美的PlayStation Home中有提供了該片的預告片。這部電影的發行日期最早是在2009年10月10日於日本上映，之後則在2009年10月23日於美國上映。

## 劇情
電影開始於一個漂浮於地球表面上方的天空之城（Metro City），托比·天馬（Toby Tenma），他在班上完成了一份物理學的臨時測驗，並得到了滿分，於是被允許離開教室。他上了車後，更改了家中僕人機器人歐林（Orrin）的設定，使其將他帶到科學研究部去。
托比的爸爸天馬博士（Dr. Tenma），同時也是科學研究部的部長，正在和总督史東（Stone）以及茶水博士（Dr. Elefun）討論。他們捕捉到了一個來自外太空的力量，並產生了兩個不同的能源：一個是藍色（善良）的，以及一個紅色（邪惡）的。托比被帶到了一個房間，他應該在實驗完成前都待在那裡的，但他卻逃離了那裡，並進入了實驗室。
總統史東命令將紅色的能源放置進一個名叫「終極戰士」（The Peacekeeper）的機器人中，並啟動它。此時，這個機器人發生了問題，它開始攻擊實驗中的科學家，並在工作人員能夠設法關閉這個機器人前將托比殺死了。
不久後，由於無法承受喪子的痛，天馬博士開始著手於一個仿造托比的外型製作的機器人，希望能夠重新創造他的兒子。他將托比的帽子中取出他的頭髮，設法還原他的記憶，並將其輸入至機器人中。茶水博士將藍色的電源給了天馬，讓這個機器人能夠以它啟動。在這個機器人啟動後，天馬博士感到很開心，並將他帶回家。一開始，天馬打算和他的「機器兒子」一起度過一些時光，但不久後，他就發覺這個機器人的興趣和原本的托比不太一樣，沒有辦法取代他已經逝世的兒子。
天馬博士向茶水博士說，他害怕他可能做了一件錯誤的事。茶水博士卻和他說，托比的記憶並沒有辦法完全的被複製。天馬博士為了這個事實感到很傷心，因為每當他看到了機器人托比，他就想到了托比已經離開而且不可能再回來了。
托比在他的房間中，很擔心他的爸爸，因為他的爸爸从未发火。之後，他在兩個清理機器人的爭執中發現到，他能夠了解機器人所說的話，但是卻不小心跌出了窗外，同時也發現了他有飛行的能力。
史東發現了托比身上的藍色能源，並命令他的部隊去捕捉他。當托比回到家後，聽到了天馬博士和茶水博士的對話。天馬博士說因為機器人托比只是他兒子的一個複製品，自從他發覺看到托比的臉只會讓他想起他真正的兒子以及他失去兒子的痛處，他就不再想要他了，並打算關閉托比。在心裡受到極大的打擊之下，托比飛出了他的家，茶水博士卻叫天馬博士別擔心，他認為機器人托比在這世界中仍有屬於他的一片天空。
之後，在軍隊的追逐之下，托比掉落到了被殘破的機器人組件覆蓋的地球表面。在那裡，托比遇到了歌娜（Cora）、機器人馬戲團團長哈马（Hamegg）等人，以及垃圾桶（Trashcan）、佐格（Zog）、R.R.F.組織（Robot Revolutionary Front）等機器人。R.R.F.組織的機器人為托比取了一個新的名子，叫阿童木（Astro，即原子小金剛）。等哈马發現阿童木是一個機器人後，他就將他也加入了馬戲團的行列。阿童木為此感到很不高興，因為馬戲團的運作基本上就是要機器人互相打鬥，至其中一個壞掉為止。在不得以的狀況下，阿童木在殘破的洋基體育場中輕易的打敗了許多機器人，直到最後，他被迫要和佐格對戰，但佐格並不願意。這時，軍隊前來捕捉阿童木，想要取回他的藍色電源。佐格嘗試要保護阿童木，但阿童木制止了他，並同意跟隨軍隊回到天空之城。
阿童木被帶回了他被製造的實驗室，即將被取出電源。茶水博士告訴他這並不是他的錯，他是一個很好的機器人，且不需要為這整件事負責任。天馬博士後來背叛了史東，並決定將藍色的電源放回阿童木身上，告訴他雖然他不是托比，但他仍是自己的兒子。
因此，史東用紅色的電源重新啟動了終極戰士。他將史東的身體吸入自己後，開始大肆破壞，使用身上的武器破壞城市，並追殺阿童木。當阿童木差一點被他踩到時歌娜等人劫持了哈马的車，前來幫助阿童木。之後，阿童木為了消滅終極戰士，就衝向了他，使得兩者都爆炸了。史東雖然沒受傷，但是被逮捕了，同時，阿童木也因為藍色電源消失，所以被關閉了。但是，由於阿童木曾經提供部分的藍色電源給佐格，將它喚醒，於是佐格就又將部分的能量轉移回阿童木身上，成功重新啟動了他。
阿童木為自己找到了一個英雄的地位，而大家都感到很高興，歌娜也和她的父母重逢了。但隨之而來的是一場外星人的襲擊，此時，阿童木已經整裝待發，並告訴他的爸爸天馬博士：「這是我的使命!」

## 配音員
- 阿童木 / Astro Boy

声 - 佛萊迪·海默爾；許淑嬪（台灣）；徐嬌（中國）；吳景滔（香港）
天馬博士要用來代替自己兒子的機器人。設定年齡13歳。以飛彈為機體，加入了淘比的DNA檔案和藍核能源所作成、雖然擁有淘比的記憶，但因為被天馬博士以感覺不對而拒絕接受他、讓他必須尋找自己的場所。另外內藏許多原作中的原子小金剛的七個武器。
- 托比 / Toby Tenma

声 - 佛萊迪·海默爾；許淑嬪（台灣）；徐嬌（中國）；吳景滔（香港）
天馬的兒子。有著不輸給父親的天才、但卻捲入維安機器人的失控事件而逝世。
- 比爾·天馬博士 / Bill Tenma

声 - 尼可拉斯·凱吉；林谷珍（台灣）；郭富城（香港）
天空之城科学局局長和淘比的父親。雖然很溺愛淘比，但一直忙於工作而沒空和他一起。在淘比死後，做出和他一樣的機器人，但因為感覺不一樣而一度拒絕接受他。
- 歌娜 / Cora

声 - 基絲汀·貝爾；黃珽筠（台灣）
住在地上的孤兒的首領，在天空之城中有著和她分別的雙親。
- 茶水博士 / Dr.Elefun

声 - 比爾·奈伊
天馬的同事、藍核能源的開發者。很照顧原子小金剛
- 史東總統 / President Stone

声 - 唐納·蘇德蘭；李香生（台灣）
天空之城的現任總統。企圖要和地上開戰來回復他的支持率、而想要把藍核能源及紅核能原用在軍事上。
- 奧倫 / Orrin

声 - 尤金·李維 ; 吳東原(台灣)
在天馬博士家工作的幫傭機器人。不但會做家事也擔任司機，同時有點多嘴。
- 垃圾桶 / Trascan

一直和歌娜生活在一起的圓筒型機械犬。是第一個知道小金剛是機器人的人並且不喜歡他、不過在與他一起生活後而和他和解。另外最後也能知道它會開車
- 哈马 / Hamegg

声 - 奈森·連恩
擔任地上孤兒們的父親角色的機器人修理技師。也開辦機器人競技大賽。平常看起來是和善愛照顧人的大叔、但由於對機器人採取差別主義，所以在知道小金剛是機器人，立刻毫不猶豫地將他送到競技場上。以前也在天空之城科學局上班。
- 賽因

声 - Moisés Arias；李明幸（台灣）
柯菈等孤兒之一。
- 威傑特

声 - 麥德琳·卡洛爾
- 史拉吉

声 - 史特林·荷蒙；黃珽筠（台灣）
柯菈等孤兒之一。
- 大鼻子

声 - 萊恩·史提爾
淘比的班導師。
- 佐格 / ZOG

声 - 山繆·L·傑克森；林谷珍（台灣）
100年前的舊型大型建築機器人。遭到拋棄、但被小金剛用藍核能源修好。外形有點像是天空之城中的機器人。

## 銷售
2008年11月5日，美國的電玩發行商「D3 Publisher」公布，將會發行一個基於這部電影的遊戲：《原子小金剛：電子遊戲》。該遊戲預計將於這部電影的上映日期同期發行。這個遊戲目前支援的平台有Wii、PS2、PSP等，並由高壓電軟體公司（High Voltage Software）以及Nintendo DS等製作。
2009年5月29日，迪士尼的皮克斯動畫《天外奇蹟》（Up）中首次出現了該片的預告片。
2009年9月29日，有一個面带微笑的仿電影中角色阿童木蜡像模型在香港凌霄閣的杜莎夫人蠟像館中展出。
這部電影被美國電影協會評為PG級。

## 外部連結
- 互联网电影数据库（IMDb）上《Astro Boy》的资料（英文）
- AllMovie上《Astro Boy》的资料（英文）
- 爛番茄上《Astro Boy》的資料（英文）
- Box Office Mojo上《Astro Boy》的資料（英文）